# Міклош Холоп
Міклош Холоп (угор. Miklós Holop, 2 лютого 1925 — 12 листопада 2017) — угорський ватерполіст.
Срібний призер Олімпійських Ігор 1948 року.